# Голометаболия

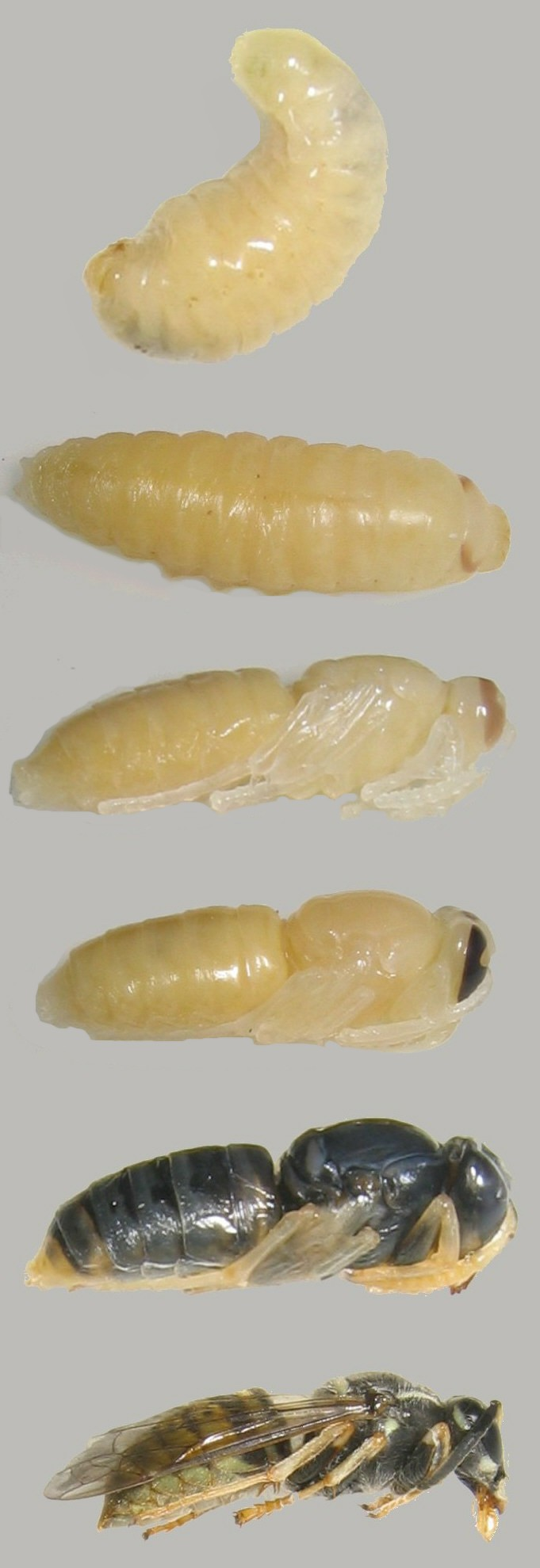
Метаморфоз перепончатокрылых.

Голометаболия (от греч. hólos — весь, целый и metabole — превращение) — тип постэмбрионального развития у насекомых c полным превращением (Holometabola), относящихся к целому ряду систематических групп (жесткокрылые, чешуекрылые, перепончатокрылые, двукрылые, сетчатокрылые, ручейники и другие), при котором из яйца выходит личинка, являющаяся непохожей на имаго (взрослое насекомое). При этом личинка характеризуется отсутствием фасеточных глаз, неполным расчленением или редукцией ног. Превращение личинки в имаго (взрослое насекомое) происходит во время стадии куколки, которая не питается.
Голометаболия эволюционно выработалась, вероятно, в результате появления приспособлений к образу жизни личинок, отличающемуся от такового у взрослого насекомого, хотя пути их остаются до конца неясными.